# Negenborn
Negenborn è un Comune di 703 abitanti della Bassa Sassonia, in Germania.
Appartiene al circondario (Landkreis) di Holzminden (targa HOL) ed è parte della comunità amministrativa (Samtgemeinde) di Bevern.

## Storia
Il nome Negenborn deriva dal nome originale Nighunburni (intorno al 908) e significa nove pozzi e può essere ricondotto alle nove sorgenti del villaggio.
Nel XV secolo, Negenborn fu devastato dai baroni predoni e fu lasciato al monastero per essere reinsediato nel 1490.
Negenborn si trovava su un'antica via militare e commerciale che dalla Vestfalia, passando per Höxter e Stadtoldendorf, conduceva a Gandersheim ed oltre, correndo tra il monastero di Amelungsborn e Eschershausen.
Il villaggio apparteneva al Ducato di Brunswick fino al 1918 e allo Stato libero di Brunswick fino al 1943.
Nel 1878 fu fondata una società corale maschile e nel 1910 un club di fucilieri, entrambi tuttora esistenti e membri dell'Associazione Negenborn, fondata nel 1979. La squadra di calcio VfB Negenborn, fondata nel 1927, si è fusa con le comunità vicine per formare l'associazione calcistica JSG Forstbachtal.